# Chiesa di Sant'Anna (Ziano di Fiemme)
La chiesa di Sant'Anna è una chiesa sussidiaria a Roda, nel comune di Ziano di Fiemme in Trentino. Appartiene alla parrocchia della Madonna di Loreto, rientra nella zona pastorale di Fiemme e Fassa dell'arcidiocesi di Trento e risale al XVIII secolo.

## Storia

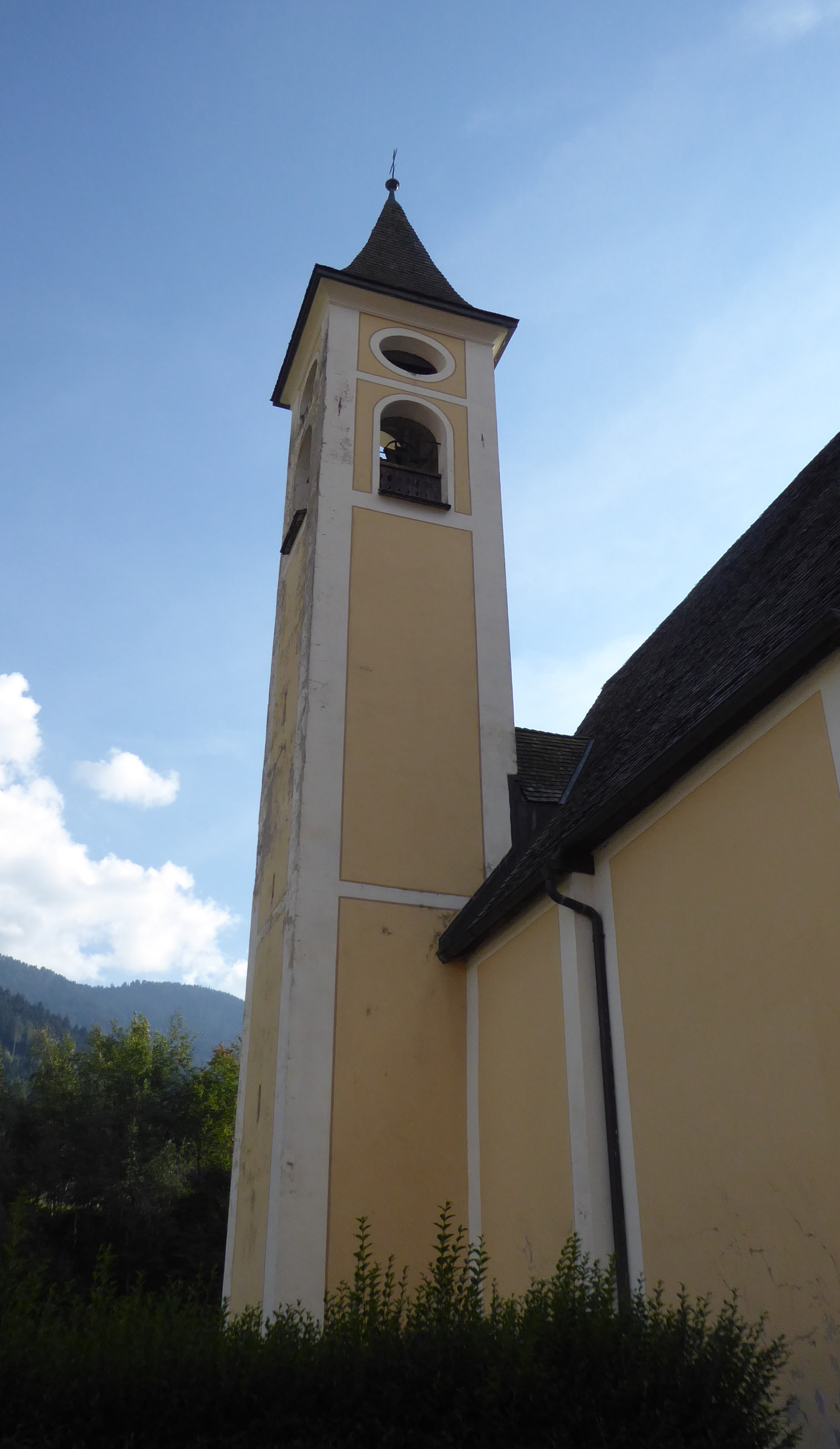
Campanile

Nella piccola comunità di Roda, a Ziano di Fiemme, esisteva sin da prima del XVIII secolo un'edicola ma fu solo dopo il primo decennio del secolo che venne eretta una cappella di maggiori dimensioni, dopo il permesso ottenuto dal principe vescovo di Trento, e nel 1745 questa venne dedicata all'Immacolata Vergine Maria, a San Gioacchino e a Sant'Anna. L'anno successivo la piccola chiesa venne benedetta.
Dopo la costruzione del primo edificio già attorno alla metà dello stesso secolo questo venne ampliato ma gli interventi più importanti arrivarono tra il 1792 ed il 1794, quando la piccola chiesa venne abbattuta, ricostruita e nuovamente benedetta. La dedica alla sola Sant'Anna, che poi rimase, è del 1799.

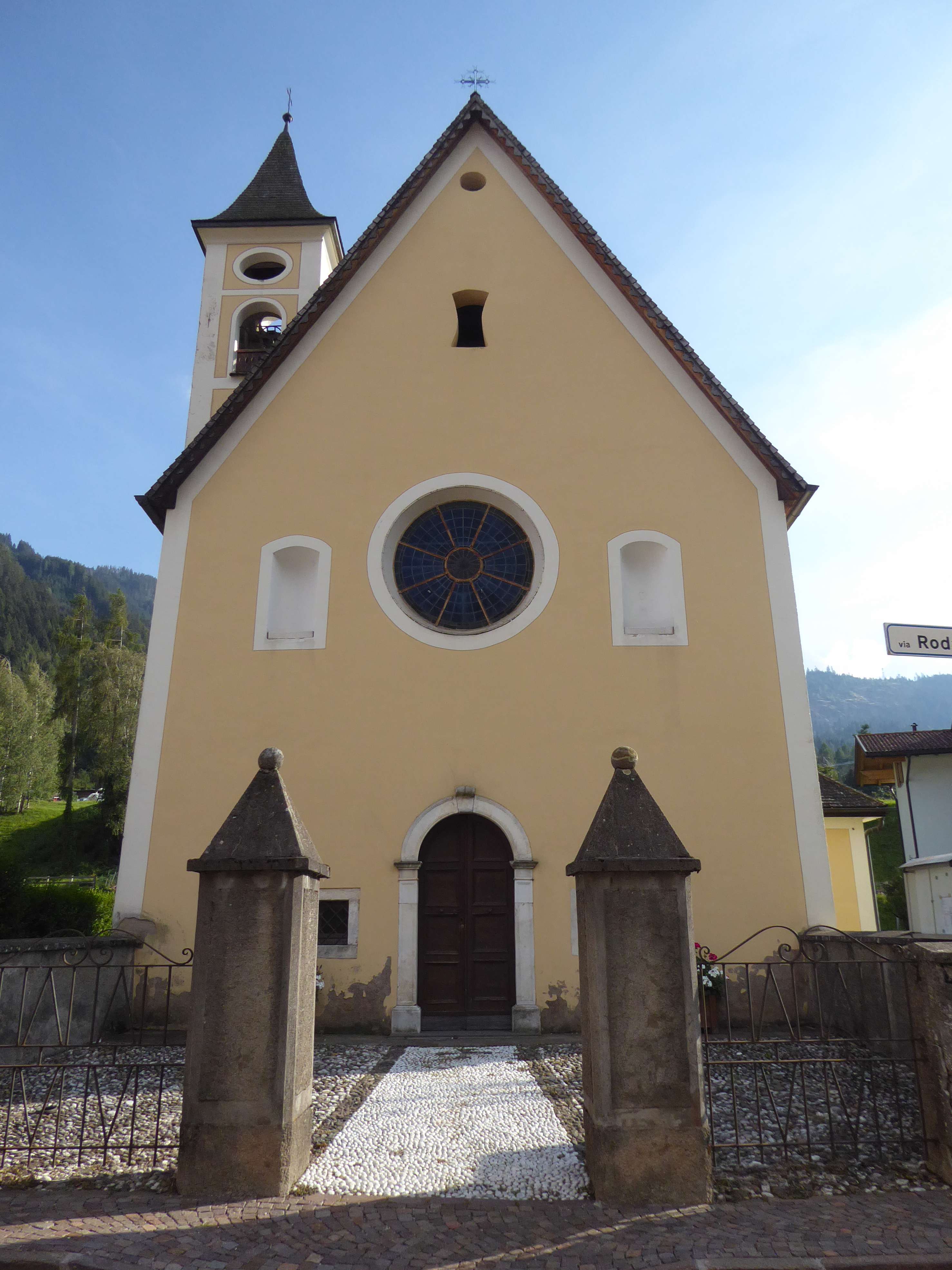
Vista frontale

All'inizio del XIX secolo venne elevata la torre campanaria e dopo la metà del secolo Sant'Anna ebbe la sua consacrazione con cerimonia solenne. Col XX secolo e col secolo successivo la chiesa fu oggetto in varie occasioni di molti interventi di restauro, l'ultimo dei quali, conclusosi nel 2006, ha previsto opere di protezione contro l'umidità dalla quale la struttura rischiava di essere danneggiata.

## Descrizione

### Esterni
La chiesa di Sant'Anna si trova ai margini dell'abitato di Roda e mostra orientamento verso sud. La facciata a capanna con due ripidi spioventi è caratterizzata dal portale con cornice marmorea ed arco a tutto sesto affiancato da due piccole finestre e sormontato, in asse, dal grande rosone che porta luce alla sala. Ai lati del rosone due nicchie vuote.  La torre campanaria si alza in posizione arretrata sulla sinistra e la sua cella si apre con quattro finestre a monofora e la copertura della piramide apicale è in scandole di legno.

### Interni
La navata interna è unica e nella sala sono presenti, oltre all'altare maggiore, due altari laterali. Il presbiterio è leggermente rialzato e vi si accede dall'arco santo.